# Saint-Donat
Saint-Donat is een gemeente in het Franse departement Puy-de-Dôme (regio Auvergne-Rhône-Alpes) en telt 280 inwoners (1999). De plaats maakt deel uit van het arrondissement Issoire.

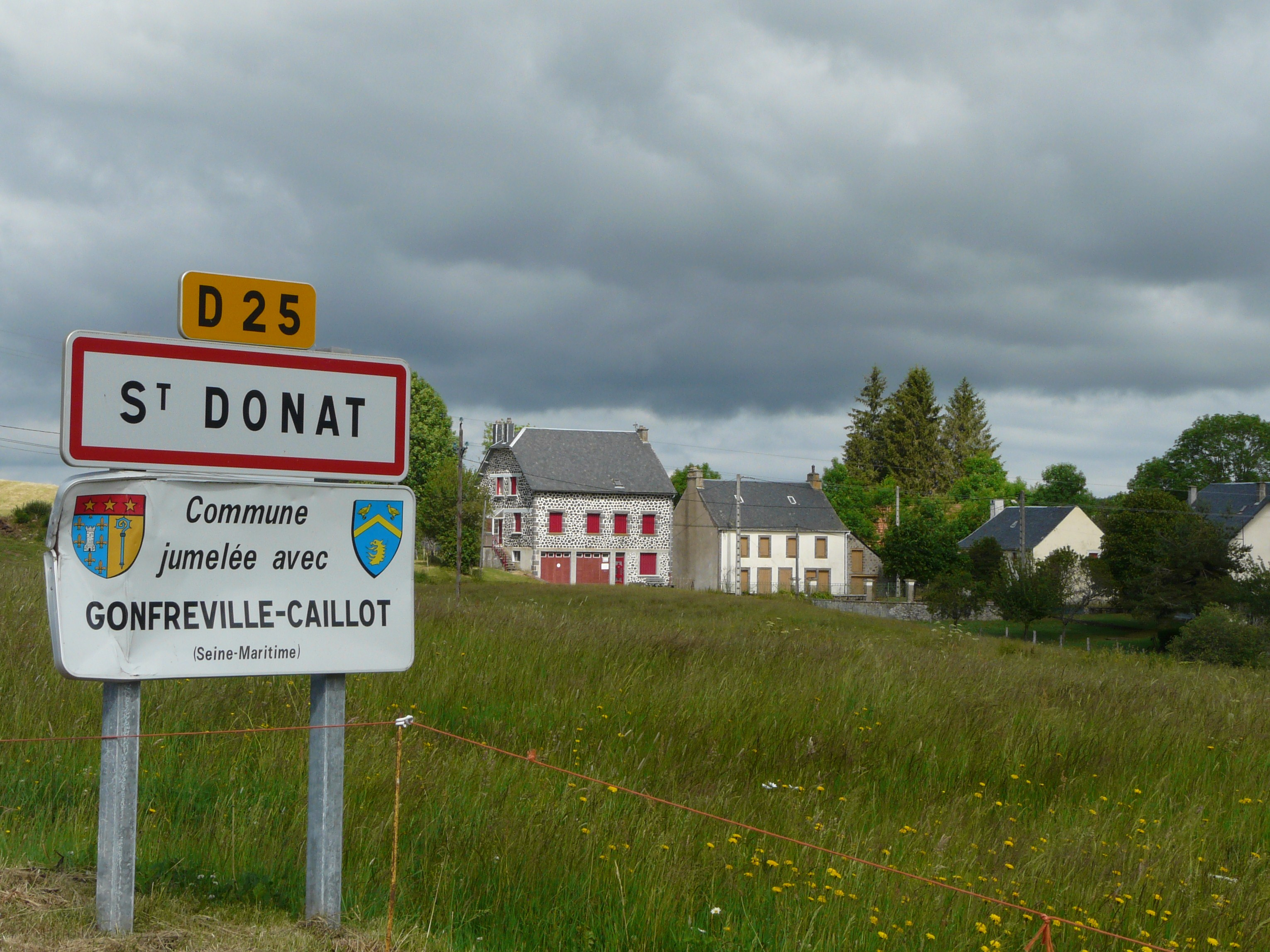
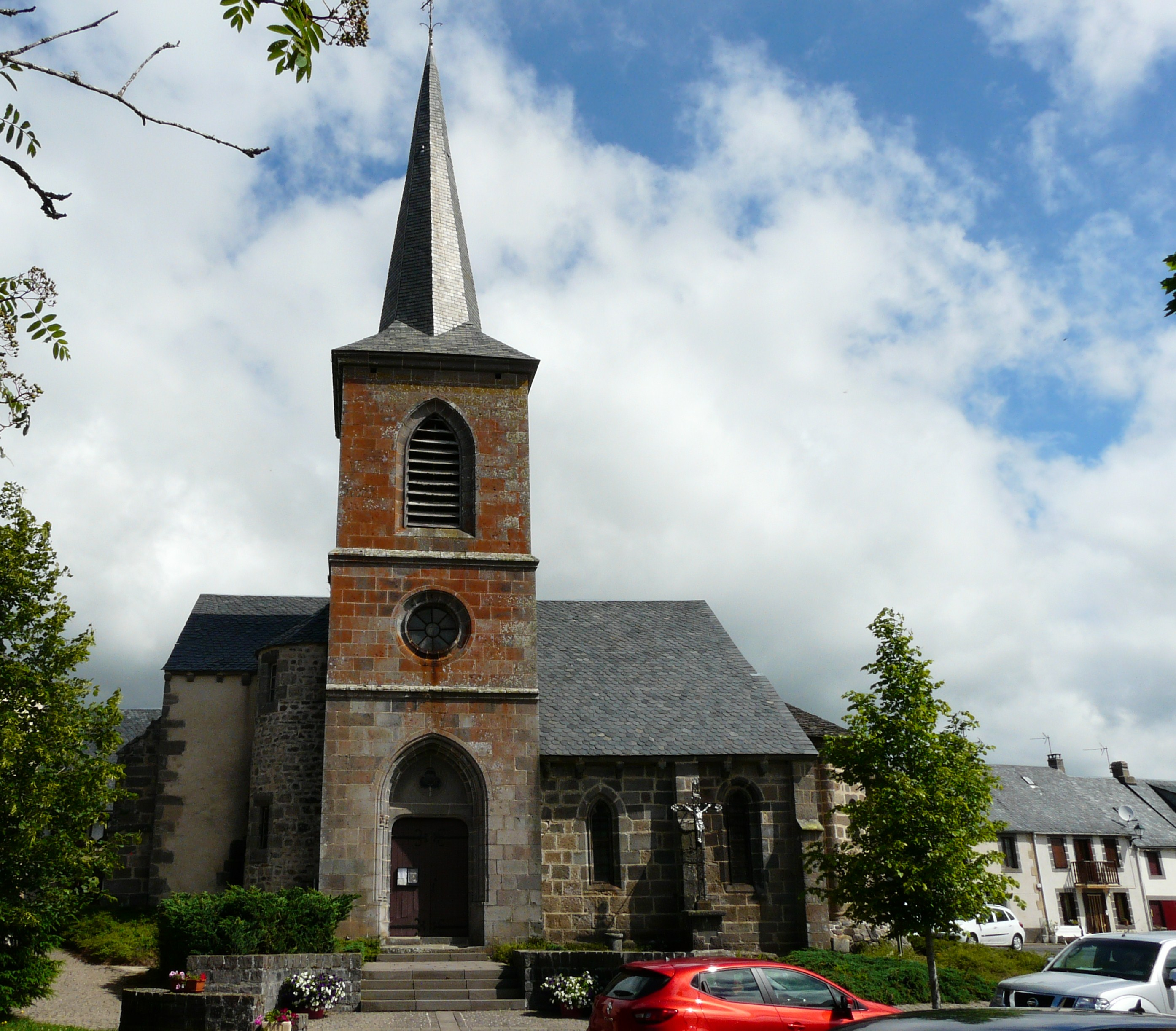
Kerk van Saint-Donat
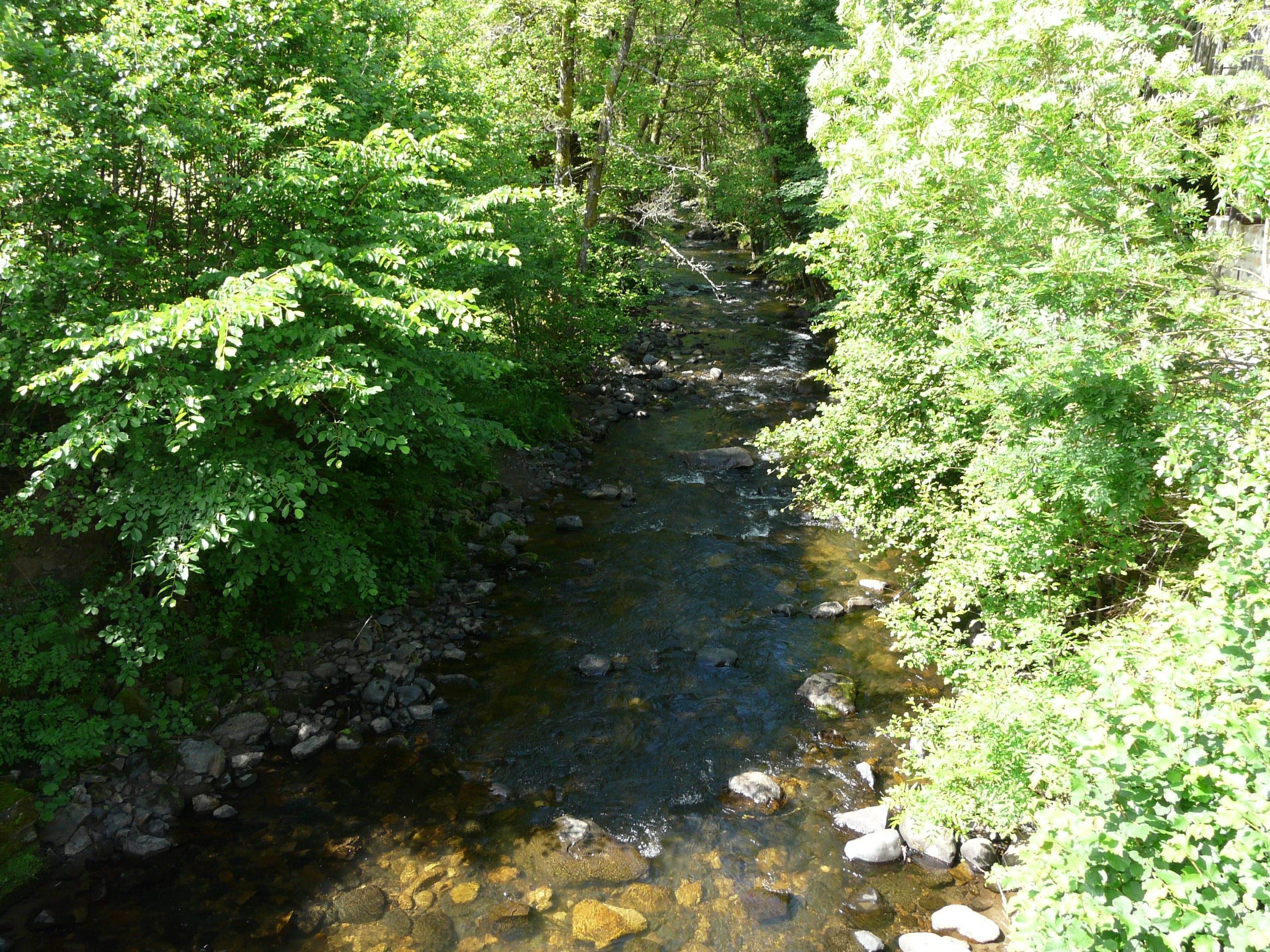
Trentaine bij Saint-Donat

## Geografie
De oppervlakte van Saint-Donat bedraagt 33,4 km², de bevolkingsdichtheid is 8,4 inwoners per km².
De onderstaande kaart toont de ligging van Saint-Donat met de belangrijkste infrastructuur en aangrenzende gemeenten.

## Demografie
Onderstaande figuur toont het verloop van het inwonertal (bron: INSEE-tellingen).